# Monachesimo bizantino

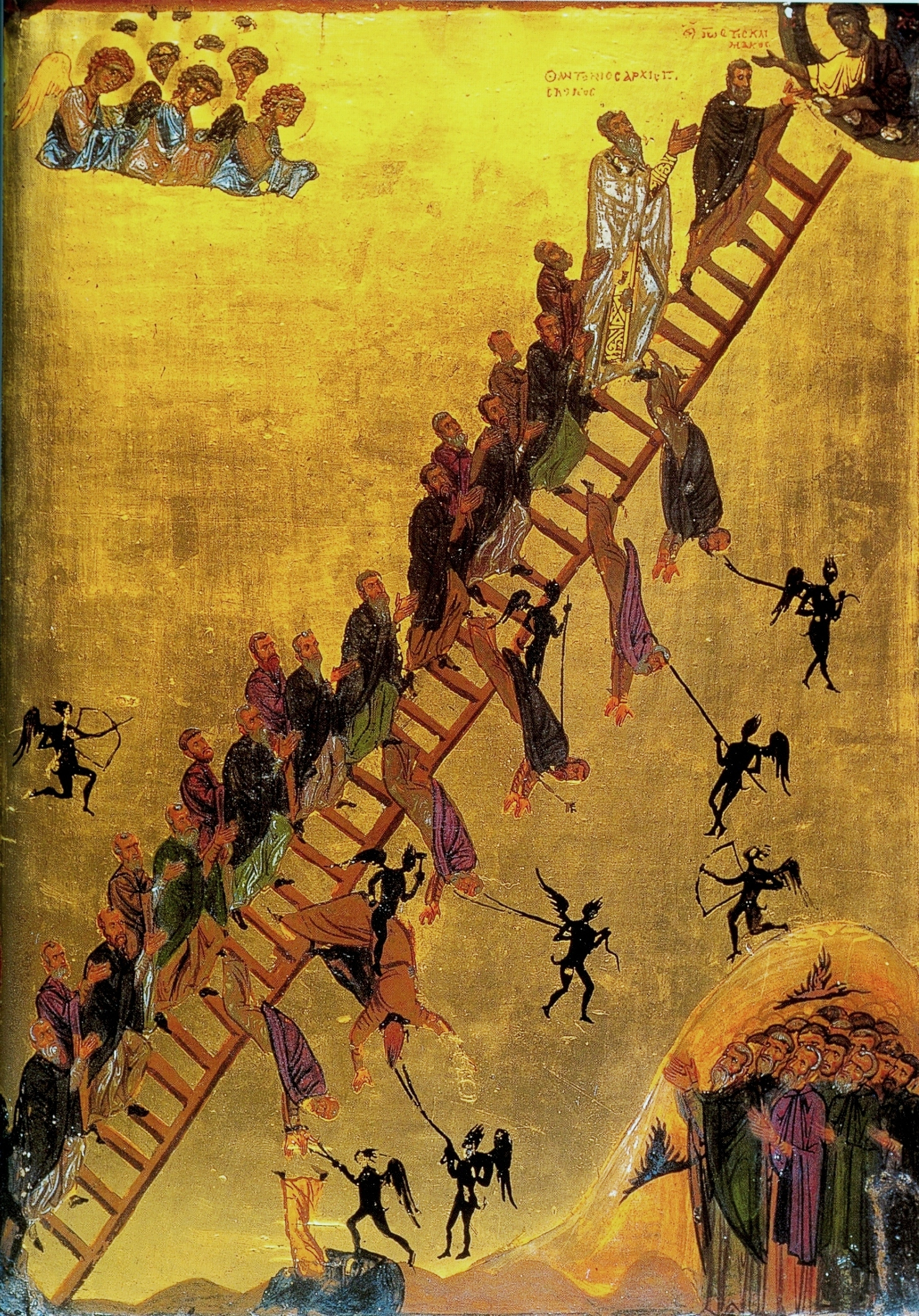
Icona di San Giovanni Climaco, monaco bizantino del VII secolo e autore della "Scala del Paradiso".

 Il monachesimo bizantino è una branca di monachesimo cristiano che si evolve nell'Impero Bizantino. Questa espressione monastica ha introdotto concetti come la quiete (esichia), l'attenzione (prosochè), la vigilanza (nepsis) e la pratica o la contemplazione (praktichè o theoria).

## Le origini

### Il monachesimo cristiano

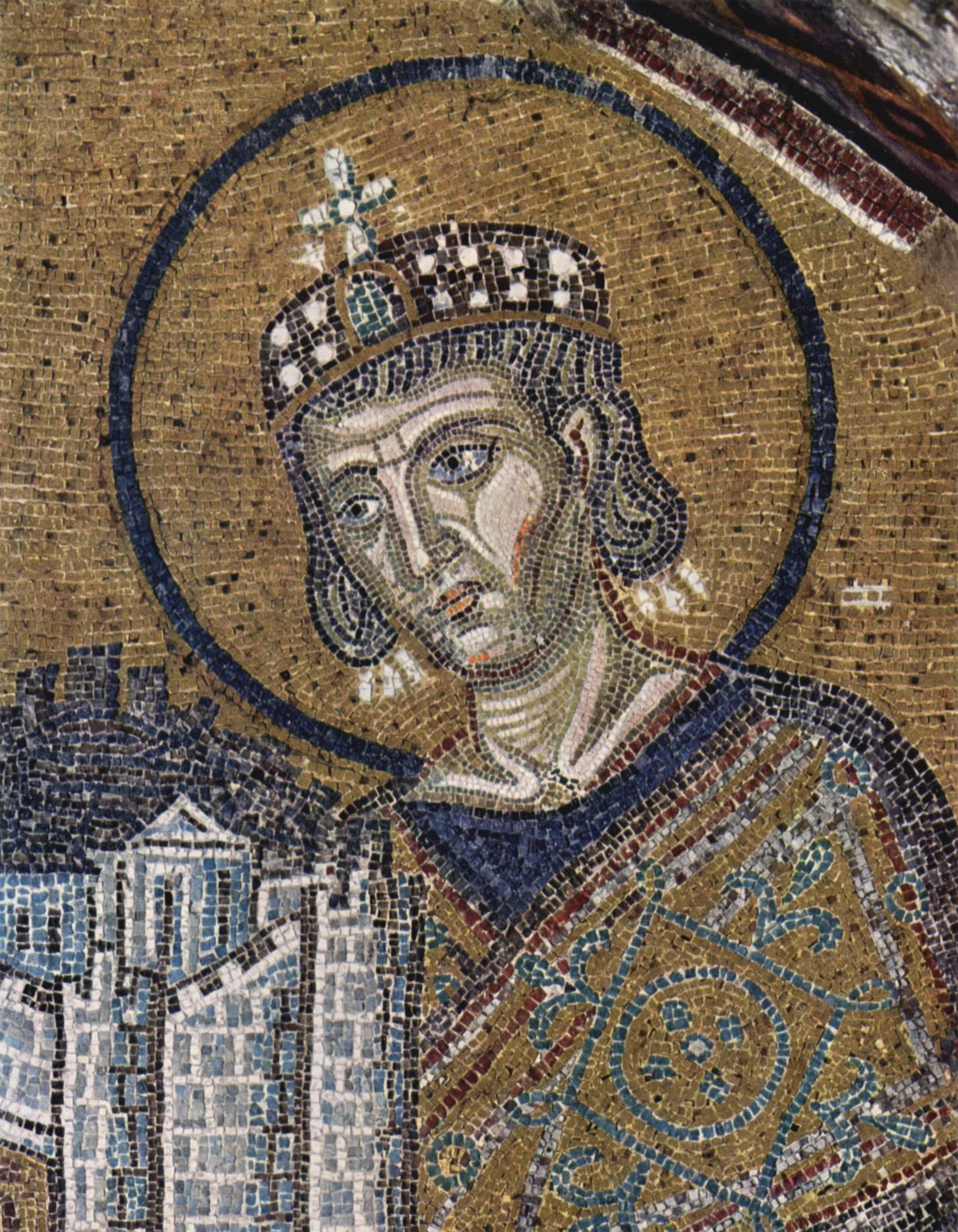
L'imperatore Costantino nel mosaico del vestibolo della basilica di Santa Sofia.

Il monachesimo bizantino si sviluppa come una branca del monachesimo cristiano, originatosi alla fine delle persecuzioni politiche, nelle regioni orientali dell'impero, in un periodo di fermento spirituale e in continuità con la tradizione apostolica.
Già durante il II secolo, si registrano cristiani che adottano uno stile di vita ascetico e abbracciano i principi evangelici, pur rimanendo parte della comunità cristiana. Questo ascetismo, influenzato dalle persecuzioni e dalle profezie apocalittiche, si manifesta attraverso la pratica della castità, il ripudio dei lussi e delle distrazioni del mondo pagano, e l'impegno nelle opere di carità, mantenendo anche, ma non necessariamente, un legame con gli altri fedeli. Il monachesimo inizia con i primi eremiti si ritirano nel deserto, anche prima della fine delle persecuzioni, ma è solo dopo che la Chiesa raggiunge la pace che il monachesimo conosce un notevole sviluppo. L'inizio del monachesimo cristiano si colloca nella seconda metà del III secolo, soprattutto in Egitto e nella Siria Orientale intorno al 280. I primi monaci cristiani vivevano in solitudine, da cui il termine "monaco" dal greco "monos", che significa "solo". Questi monaci si ritiravano nel deserto per condurre una vita solitaria, ma si riunivano altresì per motivi religiosi e spirituali. 
Questo movimento nasce dalla volontà di alcuni cristiani di mantenere intatta la testimonianza evangelica come era stata in origine. Gli studiosi concordano sul fatto che il monachesimo cristiano si sviluppa come una risposta radicale al compromesso con il potere politico, nota come "svolta costantiniana". 

### La pace costantiniana
Dopo l'editto di Milano del 313, che garantiva la libertà di culto ai cristiani, molti fedeli si trasferiscono dalle zone rurali ai centri urbani, causando una maggiore secolarizzazione della Chiesa. Questo cambiamento spinge alcuni credenti desiderosi di una vita più ascetica e spirituale a ritirarsi nel deserto per dedicarsi alla preghiera, alla meditazione e alla penitenza, dando così inizio al vero e proprio movimento monastico.

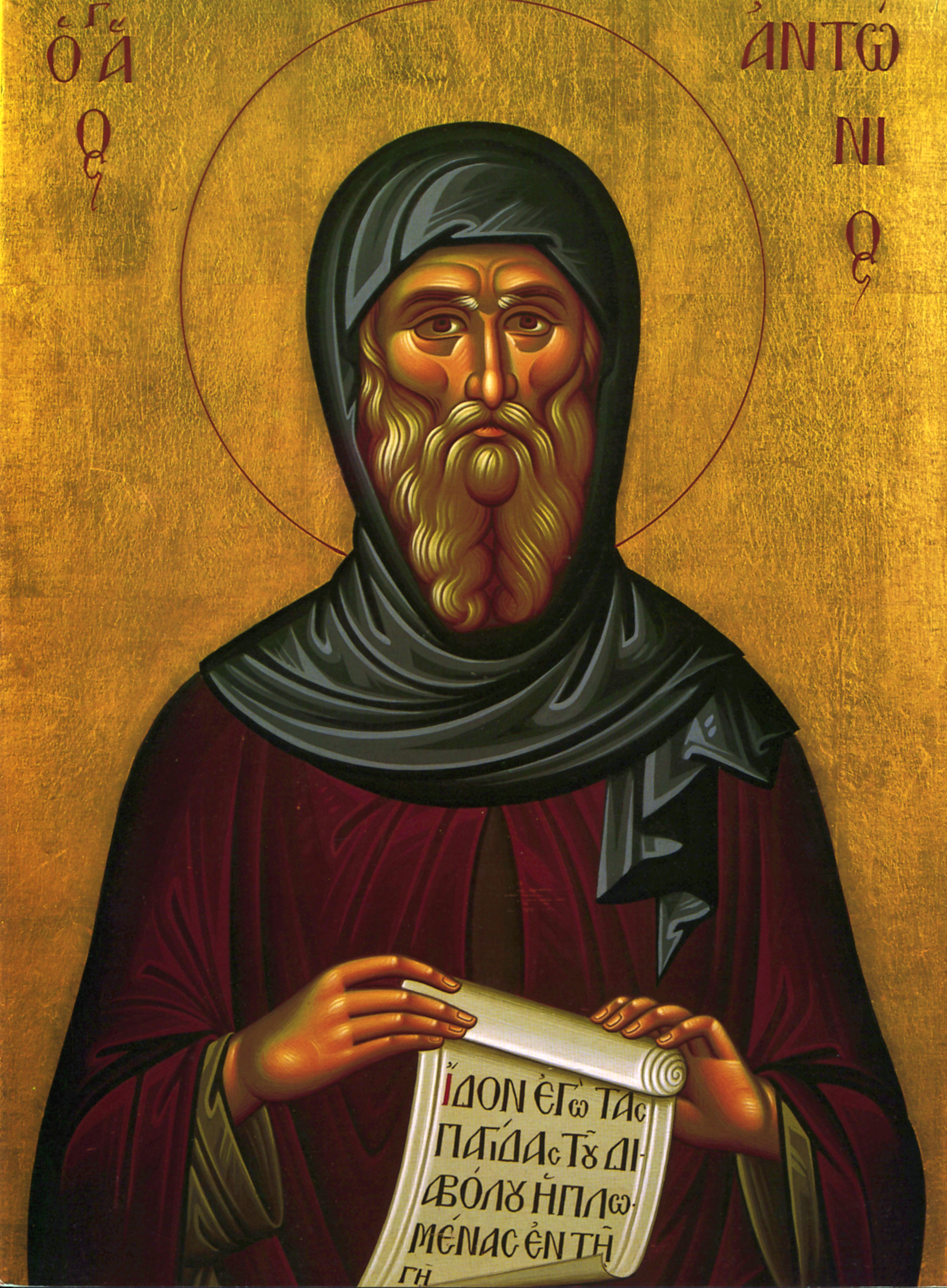
Una icona di Sant'Antonio Abate, il padre del monachesimo.

### I Padri del deserto: Antonio il Grande e San Pacomio
Le fondamenta del monachesimo bizantino si attribuiscono per tradizione a San Antonio Abate e San Pacomio. 

#### San Antonio Abate
San Antonio il Grande si ritira nel deserto nella seconda metà del III secolo, dando ufficialmente inizio alla tradizione del monachesimo cristiano. Egli è considerato uno dei padri del monachesimo cristiano nel deserto egiziano, vivendo una vita eremitica dedicata alla preghiera, alla meditazione e alla lotta contro le tentazioni. La sua vita ascetica e il suo esempio di fede e rinuncia hanno ispirato numerosi altri monaci e asceti nel mondo cristiano orientale, plasmando la spiritualità e la pratica monastica nel contesto bizantino e oltre. 

#### San Pacomio
San Pacomio è ricordato per essere uno dei precursori del monachesimo cenobitico, caratterizzato dalla vita comunitaria dei monaci sotto una regola comune. Intorno al 320, Pacomio fonda il primo monastero cenobitico a Tabennisi, in Egitto, introducendo un nuovo modello di vita monastica basato sull'organizzazione comunitaria, la preghiera collettiva e il lavoro manuale. Questo approccio alla vita monastica si diffonderà ampiamente nell'Impero Bizantino e nell'oriente cristiano in generale. 

### Origini mediorientali
Nonostante comunque sia tradizione iniziare la narrazione del monachesimo cristiano con i Padri del deserto Antonio e Pacomio, la crescente mole di studi su questo fenomeno del cristianesimo delle origini ha rivelato il suo policentrismo. Numerose sono infatti le regioni del Mediterraneo antico in cui il monachesimo cristiano ha avuto i suoi primi sviluppi. Verso la metà del V secolo, il monachesimo era già ben radicato in tutte le regioni orientali dell'Impero, come in Egitto, Palestina, Siria, Edessa, Asia Minore, Costantinopoli e i suoi dintorni, con migliaia di uomini che si identificavano in questo movimento. In queste aree si sviluppavano sia la teoria che la pratica di un ideale di vita spirituale, spesso in contrasto più o meno aperto con le strutture ecclesiastiche dell'Impero.
A metà del V secolo, il monachesimo cristiano era ormai una presenza consolidata nel panorama religioso, con figure come Shenoute nel monastero Bianco, Simeone lo Stilita e i monasteri cenobitici nella regione antiochena, e vari archimandriti a Costantinopoli. Anche Gerusalemme e Betlemme ospitavano comunità ascetiche. La Vita di Antonio di Atanasio menziona Costantino e i suoi figli che inviano lettere ad Antonio, indicando un interesse vivace per il monachesimo. Costantino interviene indirettamente sulla vita monastica tramite strumenti giuridici, come nel caso dei curiali che sceglievano la vita monastica per sfuggire ai doveri civili.

## Spiritualità monastica
Nel contesto del monachesimo bizantino, l'esicasmo e l'ascetismo rappresentavano due importanti dimensioni della pratica spirituale del monaco.

### Esicasmo
L'esicasmo era una forma particolare di pratica ascetica e contemplativa che si concentrava sull'interiorità, sulla preghiera incessante e sulla ricerca della comunione diretta con Dio. I monaci esicasti dedicavano lunghe ore alla preghiera silenziosa e alla meditazione, cercando di purificare la propria mente e il proprio cuore per raggiungere uno stato di unione mistica con la divinità. L'esicasmo poneva particolare enfasi sull'isolamento, sulla solitudine e sulla lotta contro le passioni e le tentazioni interiori. Uno dei più grandi esponenti dell'esicasmo è stato Gregorio Palamas.

#### La "controversia esicasta"
La controversia esicasta è stata una disputa teologica e spirituale che ha avuto luogo nell'Impero bizantino tra il IX e il XIV secolo, incentrata sulla pratica dell'esicasmo e in particolare sull'insegnamento della preghiera di Gesù ("preghiera del cuore") e sulla ricerca dell'unione mistica con Dio.
La controversia esicasta ha coinvolto diverse figure di spicco della Chiesa orientale, tra cui monaci, teologi e autorità ecclesiastiche, e ha generato dibattiti intensi riguardo alla natura della preghiera esicastica, alla sua validità teologica e alla sua compatibilità con l'insegnamento tradizionale della Chiesa.
Alcuni punti chiave della controversia esicasta includono:
1. Metodo di preghiera: La pratica esicastica si concentrava sulla preghiera interiore e silenziosa, spesso ripetendo una breve invocazione come Signore Gesù Cristo, Figlio di Dio, abbi pietà di me peccatore. Alcuni critici ritenevano che questa forma di preghiera potesse portare a visioni mistiche e esperienze estatiche non ortodosse.
2. Ruolo dell'esperienza mistica: Gli esicasti sostenevano di raggiungere uno stato di unione mistica con Dio attraverso la preghiera e la purificazione interiore. Alcuni oppositori temevano che queste esperienze potessero condurre a eresie o a una forma di spiritualità individualista e disgregante per la comunità ecclesiale.
3. Autorità ecclesiastica: La controversia esicasta ha coinvolto anche questioni di autorità all'interno della Chiesa, con alcuni vescovi e teologi che difendevano il diritto dei monaci esicasti di praticare la loro forma di preghiera, mentre altri cercavano di limitarne l'influenza e di condannare presunte deviazioni dottrinali.

La questione ha avuto un impatto significativo sulla vita spirituale e teologica dell'Impero bizantino, perché ha influenzato le dinamiche interne della Chiesa orientale e portato a dibattiti duraturi sulla natura della preghiera, dell'esperienza mistica e della santità.

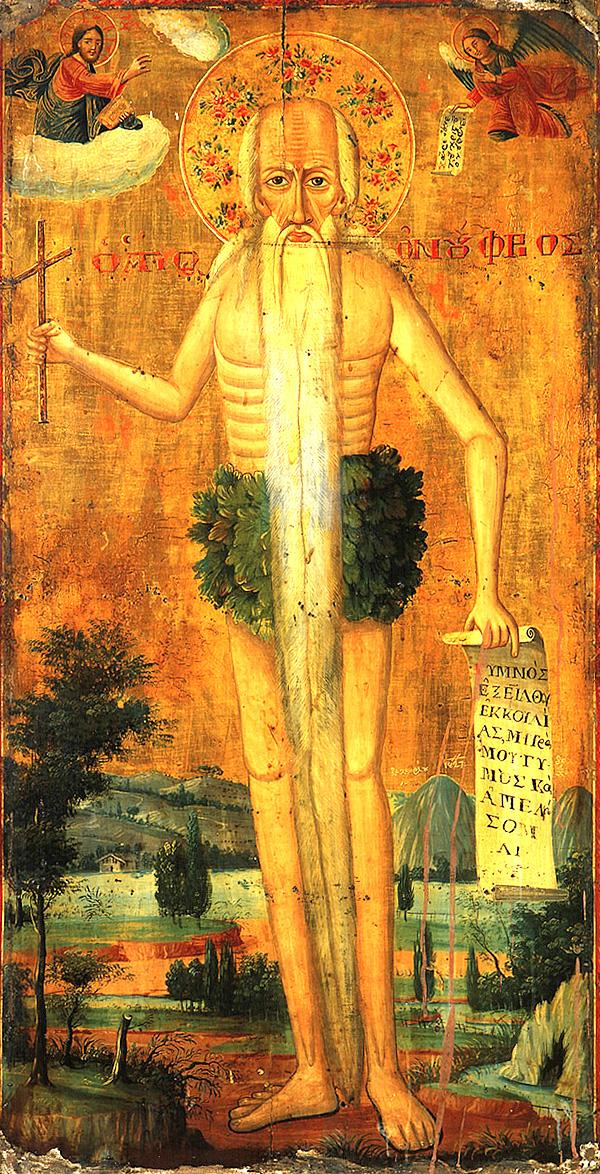
Sant'Onofrio è spesso raffigurato nelle icone e nelle opere d'arte come un anziano eremita.

### Ascesi
Nella scuola stoica, l'ascesi indicava un addestramento paziente e oculato attraverso il quale l'individuo si preparava al difficile percorso della lotta interiore, al controllo delle proprie passioni inferiori e al raggiungimento di una vita spirituale serena e impassibile. Questo concetto includeva anche la lettura di testi sacri e l'approfondimento delle tradizioni religiose. L'ascetismo nel monachesimo bizantino, così come in antichità, si manifestava attraverso una serie di pratiche di auto-negazione e disciplina del corpo e dello spirito, tra cui il digiuno regolare, la castità, la rinuncia ai piaceri materiali, il lavoro fisico e l'obbedienza rigorosa alla regola monastica. L'ascetismo era considerato un mezzo per purificare l'anima, controllare i desideri carnali e raggiungere una maggiore consapevolezza spirituale. L'ascetismo ha avuto un'influenza significativa sulla spiritualità monastica bizantina attraverso il processo di integrazione e adattamento delle concezioni ascetiche nel contesto cristiano, il quale ha contribuito alla diffusione del monachesimo e dell'ascetismo cristiano nell'epoca post-costantiniana, creando una base solida per lo sviluppo della spiritualità monastica bizantina. In particolare, l'ascetismo ha fornito ai monaci bizantini un modello di disciplina interiore, autocontrollo e ricerca spirituale che ha plasmato le pratiche e gli ideali della vita monastica.  Questa influenza dell'ascetismo ha contribuito a plasmare l'identità e la pratica dei monaci bizantini, creando un legame profondo tra l'ascetismo cristiano e la spiritualità monastica nell'Impero Bizantino.
Attraverso l'assimilazione e l'interpretazione degli ideali ascetici, i monaci bizantini hanno sviluppato una forma unica di spiritualità monastica che ha influenzato profondamente la cultura e la religiosità dell'epoca bizantina, contribuendo alla formazione di una tradizione monastica ricca e diversificata.

#### Fuga Mundi
I Padri della Chiesa e i grandi asceti del primo millennio consideravano la "fuga dal mondo" cun atto di rinuncia alle gioie mondane che spingeva l'asceta a impegnarsi nella lotta contro le immagini mentali generate dalle passioni carnali radicate nell'animo umano, fino a raggiungere la pace interiore (hesychia). Gli anacoreti non guardavano al mondo con odio o disprezzo, ma con compassione, poiché percepivano che l'intera natura, oscurata dalla colpa originaria, soffriva a causa della sua condizione decaduta. 

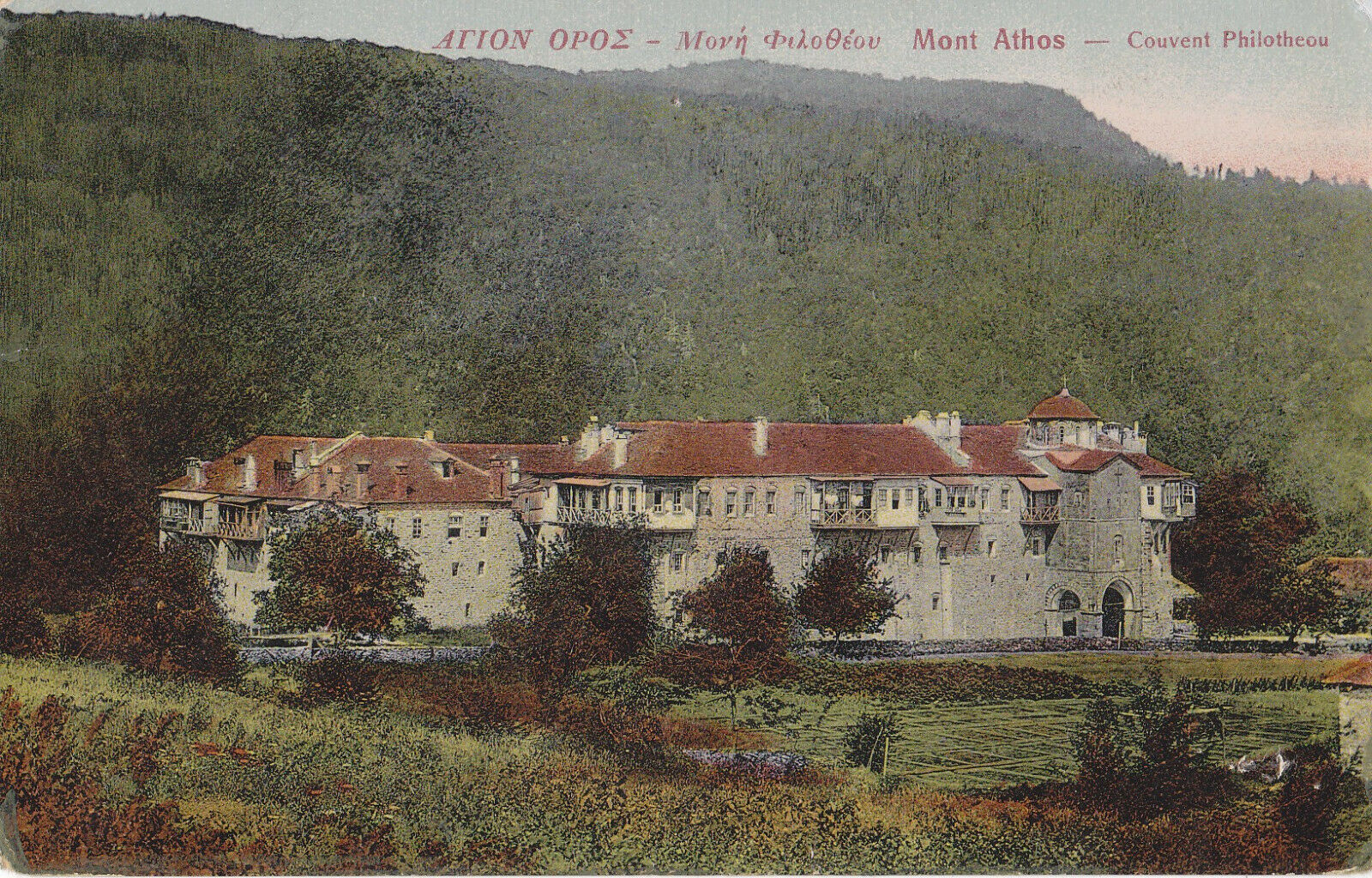
Il Monte Athos (qui sopra il monastero) noto come "La Santa Montagna".

La fuga dal mondo era quindi vissuta come un esilio volontario, un'esperienza di morte dell'esperienza quotidiana che, rompendo ogni legame terreno, consentiva al monaco del deserto di immergersi nella preghiera pura (cathará proseuché) e nella contemplazione divina.

### Il monte Athos
Il monte Athos ha giocato un ruolo di rilievo nella simbologia e nella pratica del monachesimo bizantino. Considerato uno dei principali centri spirituali del monachesimo bizantino, esso offriva un ambiente isolato ideale per la contemplazione e la preghiera. Con una lunga tradizione monastica risalente all'XI secolo, il Monte Athos ha visto la fondazione di numerosi monasteri e skiti che hanno mantenuto vive le pratiche ascetiche del monachesimo bizantino. Grazie alla sua autonomia e indipendenza dalle autorità ecclesiastiche e politiche dell'Impero bizantino, i monaci del Monte Athos hanno potuto preservare le proprie tradizioni spirituali e influenzare la vita religiosa e culturale dell'Impero. Inoltre, il Monte Athos è stato un centro importante per la produzione di icone e manoscritti miniati, che hanno contribuito a diffondere la simbologia e l'estetica del monachesimo bizantino, riflettendo la profondità teologica della tradizione monastica. 

## Il monaco bizantino e la vita monastica

### Il monaco bizantino nel contesto imperiale
I monaci bizantini rappresentavano una figura di rilievo nell'Impero Bizantino. La loro presenza era fondamentale per la vita spirituale, culturale e sociale dell'impero. Attraverso la pratica della fede e il lavoro costante, essi contribuivano alla conservazione della tradizione cristiana, alla produzione di manoscritti, all'ospitalità e all'assistenza ai bisognosi. In un contesto simile, i monaci bizantini potevano essere considerati come figure eroiche, impegnate a difendere i valori e la stabilità dell'Impero attraverso la loro dedizione e il loro sacrificio. 

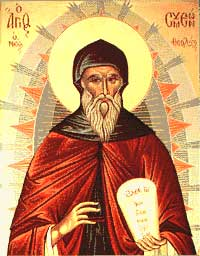
Simeone il Nuovo Teologo,uno dei maggiori rappresentanti dello stilitismo.

### Regole per la vita ascetica
Nel monachesimo bizantino, le regole per la vita ascetica erano fondamentali per la pratica spirituale e il perseguimento della santità. Alcuni principi chiave includevano:
1. Obbedienza: I monaci dovevano sottomettersi alla regola del monastero e all'autorità del loro superiore, praticando l'umiltà e l'obbedienza come virtù fondamentali.
2. Castità: I monaci rinunciavano ai legami affettivi e sessuali per concentrarsi interamente sulla relazione con Dio.
3. Povertà: Lo stile di vita era semplice e privo di beni materiali, atto alla condivisione dei propri averi con la comunità e dedicarsi alla preghiera e al lavoro.
4. Preghiera e meditazione: La vita monastica era caratterizzata da un intenso programma di preghiera, meditazione e contemplazione, con l'obiettivo di avvicinarsi a Dio e raggiungere la perfezione spirituale.
5. Digiuno e astinenza: Il digiuno regolare e l'astinenza da certi cibi erano pratiche comuni nel monachesimo bizantino, finalizzate a disciplinare il corpo e purificare l'anima.
6. Lavoro manuale: I monaci erano tenuti a svolgere lavori manuali e attività pratiche all'interno del monastero, contribuendo così al sostentamento della comunità e alla disciplina personale.

Queste regole e pratiche ascetiche nel monachesimo bizantino miravano a guidare i monaci verso una vita di santità, disciplina interiore e comunione più profonda con Dio. Le regole non erano uniche per ogni monastero o monaco, e ogni regola ascetica si adattava ai diversi modi con cui il monaco avrebbe dovuto affrontare le proprie lotte spirituali e corporee. In generale, la vita del monaco bizantino si basava sulla pratica della rinuncia ai piaceri terreni (fuga dal mondo), imprescindibile per la purificazione dell'anima. Alcune pratiche radicali dell'ascetismo includevano lo stilitismo, la pratica della flagellazione e auto-mortificazione e l'eremitismo.

#### Basilio Maleinos
A titolo di esempio si ricordano le parole di Basilio Maleinos nel suo discorso sul regolamento ascetico:
"Imprese delle lotti corporee sono il digiuno la veglia la preghiera il dormire per terra l'astensione dai bagni, la nudità lesiche il silenzio la meditazione la confessione pura dei pensieri e del resto simula più piccolo e negligenze e al fatto che si beva acqua l'esame durante tutta la sera di ogni azione parola e idea dell'attività perseverante delle mani e prima di ogni altra cosa l'assenza di preoccupazione per la materia e la recisione delle cure Intendo dire quelle ragionevoli e quelle irragionevoli e tutte le pratiche simili [...]".
E ancora:
"Si deve sapere quanto segue: la veglia e la sete sono un farmaco eccellente per la temperanza. Tutto questo è ben fissato e disposto se alla base ci sono la volontà la mitezza l'umiltà e la sottomissione. Il discorso a questo proposito è il seguente. Vegliare subito, all'inizio della notte, due ore e alzarsi al compimento dell'ottava ora.[...] Le attività di chi vuole vegliare sono le seguenti: preghiera e stare in piedi stabilmente e senza distrazioni, recitazione di salmi, molte genuflessioni, investigazione ed esame dei pensieri, versare lacrime che vengono da uno spirito contrito dal pensiero di quelli che hanno condotto l'agone ascetico prima di noi.[...]".

## I quattro grandi Dottori della Chiesa orientale

### San Basilio Magno

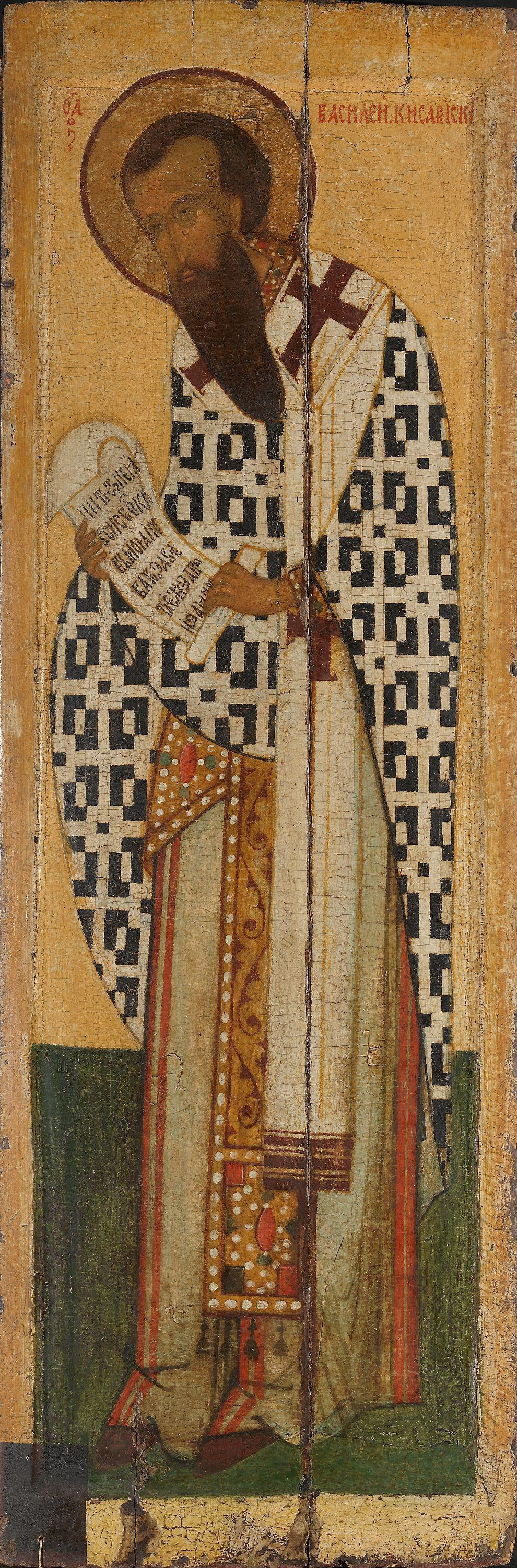
San Basilio Magno, teologo e scrittore, nonché fondatore della "Regola di San Basilio" per la vita cenobitica.

Vescovo di Cesarea è noto per la sua regola monastica e per il suo impegno a favore dei poveri e degli emarginati. Dopo aver completato i suoi studi ad Atene e Costantinopoli, Basilio si dedica alla vita ascetica in Siria, Egitto e nel Ponto. Nel 370, viene ordinato sacerdote da Eusebio e successivamente eletto vescovo di Cesarea. In questa importante diocesi, Basilio ha dimostrato le sue eccellenti capacità di studioso e governante, combattendo strenuamente gli ariani, rafforzando l'ortodossia e promuovendo il rinnovamento della vita monastica con un'enfasi particolare sul lavoro e sulle opere di carità. Le Regole da lui redatte, ancora seguite oggi, hanno avuto un ruolo fondamentale nello sviluppo del monachesimo orientale. Nonostante il suo impegno nella vita quotidiana, Basilio scrisse numerosi testi, tra cui il De Spiritu Sancto in cui difese la divinità dello Spirito Santo in modo conciliativo durante le controversie trinitarie. Nelle sue Omelie, Basilio preferiva un'interpretazione letterale della Bibbia e così si è distinto dalla diffusa pratica dell'allegoria. L'Epistolario di Basilio, composto da 365 lettere, fornisce importanti dettagli sulla sua vita, il suo pensiero e la storia della Chiesa.

### San Gregorio di Nazianzio
San Gregorio Nazianzeno, conosciuto anche come Gregorio il Teologo, è stato vescovo e teologo greco antico, mentore di san Girolamo. Rispettato dalle Chiese cristiane, è considerato Dottore e Padre della Chiesa dalla Chiesa cattolica. Maestro di retorica, divenne vescovo di Sasima e poi di Costantinopoli. Oltre ai suoi discorsi e alle sue lettere, scrive anche poesie, contribuendo ai primi esempi di metrica accentuativa in greco.

### Gregorio di Nissa
Fratello minore di San Basilio viene subito educato per la carriera ecclesiastica. Dopo un periodo nel monastero del fratello, insegna retorica. Partecipa al concilio di Antiochia  e viene eletto contro la sua volontà vescovo metropolitano di Sebaste, ma presto tornò a Nissa. Partecipa al concilio di Costantinopoli nel 381 e viene designato rappresentante della fede ortodossa da Teodosio nello stesso anno. Gregorio di Nissa è considerato uno dei Padri della Chiesa e un teologo di grande rilievo nel cristianesimo orientale. Le sue opere teologiche e spirituali hanno influenzato profondamente il pensiero monastico e la pratica ascetica nel mondo bizantino, contribuendo in modo significativo allo sviluppo della teologia trinitaria e della dottrina cristologica, temi centrali anche per i monaci che cercavano di approfondire la loro comprensione della fede cristiana. La sua visione della perfezione spirituale e della ricerca della contemplazione divina ha ispirato molti monaci nel loro cammino verso la santità e la comunione con Dio. La sua eredità teologica e spirituale ha avuto un impatto duraturo sul monachesimo bizantino e sulla spiritualità cristiana in genere.

### San Atanasio il Grande
Come vescovo di Alessandria e difensore della fede ortodossa durante il periodo delle controversie ariane, Atanasio ha sostenuto e incoraggiato la pratica monastica. La sua difesa della Trinità e della fede ortodossa ha contribuito a stabilire le basi teologiche per il monachesimo cristiano. Inoltre, il suo sostegno ai monaci e la sua stessa relazione con Antonio abate hanno ispirato e guidato molti monaci nel loro percorso spirituale. Partecipa al Concilio di Nicea nel 325 e diventa poi successore del vescovo Alessandro. Durante il suo episcopato, difese la sua nomina giovane e affrontò accuse ingiuste dai meleziani.  Atanasio credeva che solo attraverso la virtù e la purezza dell'anima si potesse comprendere appieno il pensiero teologico e le parole dei santi.